# John Cleland
John Cleland (Kingston upon Thames, 24 settembre 1709 – Londra, 23 gennaio 1789) è stato uno scrittore inglese, famoso soprattutto per essere l'autore del romanzo libertino Fanny Hill. Memorie di una donna di piacere.
Figlio maggiore di William e Lucy Cleland, nacque a Kingston upon Thames nel Surrey ma crebbe a Londra, dove il padre lavorò prima come ufficiale dell'esercito britannico, poi come funzionario statale. William Cleland era amico di Alexander Pope mentre Lucy, oltre a questi, era amica o almeno conoscente anche di Henry St. John, Philip Stanhope, IV conte di Chester e Horace Walpole. La famiglia era più che benestante e faceva parte dei più raffinati circoli letterari e artistici di Londra.
John Cleland entrò alla Westminster School nel 1721, ma due anni dopo la abbandonò o ne fu espulso. Il suo allontanamento non fu dovuto a motivi economici, ma sembra sia stato conseguenza di non meglio precisate dichiarazioni inopportune o di comportamento scorretto da parte del futuro scrittore. Lo storico J. H. Plumb congettura che a monte di tutto vi sia stato il carattere irrequieto e rissoso di Cleland ma, qualsiasi sia stato il motivo, dopo aver lasciato la scuola entrò nella Compagnia inglese delle Indie orientali. Iniziò la propria carriera come soldato, diventando poi funzionario della compagnia e vivendo così a Bombay dal 1728 al 1740. Tornò a Londra su richiesta del padre, che stava per morire. Subito dopo la morte di William il patrimonio di famiglia passò nelle mani della moglie Lucy, che decise di non aiutare John finanziariamente.

## La pubblicazione diFanny Hill

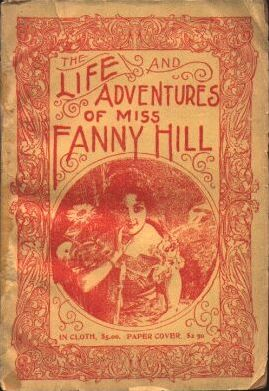
Fanny Hill, copertina del 1910

John Cleland iniziò a cercare di ingraziarsi il governo portoghese perché gli permettesse di fondare una Compagnia portoghese delle Indie orientali, ma non riuscì ad ottenere l'incarico. Nel 1748 fu arrestato per non aver saldato un debito di 840 sterline e rinchiuso nel carcere di Fleet, dove rimase per più di un anno. Fu proprio mentre si trovava in carcere che Cleland scrisse e pubblicò Memorie di una donna di piacere, che uscì in due parti separate, nel novembre 1748 e nel febbraio 1749. Nel marzo dello stesso anno fu rimesso in libertà.
In novembre fu nuovamente arrestato, insieme con gli editori e gli stampatori di Fanny Hill. In tribunale Cleland disconobbe il romanzo e disse che poteva solo "augurarsi dal profondo dell'anima" che il libro fosse "seppellito e dimenticato" (Sabor). A quel punto il libro fu ufficialmente ritirato dal mercato e, di conseguenza, non fu più legalmente ripubblicato per più di un secolo, continuando tuttavia a circolare e a vendere bene grazie a edizioni pirata disponibili sul mercato nero.
Il ritiro ufficiale significò che a quel punto non si poteva più controllare il testo in alcun modo, così, quando una delle tante edizioni pirata inserì un nuovo capitolo che celebrava l'omosessualità maschile, l'autore poté fare ben poco. Nel marzo 1750 Cleland scrisse una nuova versione del romanzo fortemente censurata, ma anche questa finì per essere messa sotto processo. Plumb suggerisce che il nuovo processo riguardasse in realtà la versione pirata che conteneva la scena di sodomia. Comunque le accuse contro Cleland furono lasciate cadere e la versione censurata rimase legalmente in commercio.
Il necrologio di Cleland che apparve sulla Monthly Review in occasione della sua morte disse che il governo gli aveva concesso una rendita annuale di cento sterline perché non scrivesse più oscenità per mantenersi. Tuttavia non si è trovata alcuna prova di questo fatto nei documenti ufficiali ed è molto dubbio che sia la verità: probabilmente si è trattato di una mera invenzione di chi scrisse l'elegia funebre. In ogni caso Cleland fu apprezzato per le qualità letterarie di Fanny Hill, anche se l'opera non era più in vendita legalmente nella sua versione integrale. Cleland diventò amico di David Garrick e anche James Boswell si avvicinò a lui.

## Le opere successive
In confronto alla potenza e alla qualità stilistiche raggiunte con Fanny Hill, gli altri lavori di Cleland risultarono davvero poca cosa. Dopo la liberazione dal carcere e i processi per Fanny Hill,  egli accettò di scrivere lavori su commissione. Pubblicò altri due romanzi, Memoirs of a Coxcomb (1751), che contiene una discussa parodia di Lady Mary Wortley Montagu nel personaggio di "Lady Bell Travers", e The Woman of Honour (1768), oltre ad una raccolta di racconti d'amore intitolata The Surprises of Love (1764). Nessuno di questi libri ottenne un particolare successo, né di critica né di pubblico.
Cleland tentò anche la strada del teatro, scrivendo una tragedia, Titus Vespasian (1755), e due commedie The Ladies Subscription (1755) e Tombo-Chiqui, or, The American Savage (1758), ma nessuna di esse fu mai rappresentata. Cleland accusò pubblicamente David Garrick di avergli messo i bastoni tra le ruote e, anche se alla fine i due uomini si riconciliarono, Cleland nell'occasione si infuriò molto.
Cleland si lanciò anche nella stravagante impresa di dimostrare come la lingua celtica fosse l'originaria lingua dell'Eden da cui discendevano tutte le altre. Scrisse tre libri nel tentativo di illustrare come l'ebraico, il greco e il latino derivassero tutte da comuni radici celtiche. Cleland era di origine scozzese, quindi celtico di madrelingua, e parlava scorrevolmente diverse lingue, ma in effetti queste sue opere di tipo filologico non sono affatto degne di nota.
La sola sua opera dopo Fanny Hill a riscuotere un certo successo fu la traduzione dall'originale francese di  Dictionary of Love nel 1753. Scrisse anche una satira in versi intitolata "The Times!" (1760 - (1761), una parodia di The Oeconomy of Human Life di Robert Dodsley che chiamò The Oeconomy of a Winter's Day (1750), una biografia di Madame de Pompadour, la favorita di Luigi XV di Francia (1760), oltre ad un gran numero di traduzioni e revisioni di opere altrui. Collaborò a trenta numeri della Monthy Review e scrisse più di duecento lettere pubblicate sul Public Advertiser tra il 1749 e il 1787. Nei suoi ultimi anni scrisse anche due curiose, e un po' troppo azzardate, opere di carattere medico e disse a Boswell che ne sapeva più lui sul sistema nervoso che tutti i medici d'Europa.

## Gli ultimi anni
Nessuna delle fatiche letterarie di Cleland fu sufficiente a fargli raggiungere la tranquillità economica, e egli ne fu sempre amareggiato. Nel 1763, prima della sua morte, denunciò pubblicamente sua madre per non averlo sostenuto e si avvicinò apertamente alla filosofia deista, fatto che lo fece bollare come eretico. Mosse inoltre un'accusa di "pornografia" contro Laurence Sterne per il suo celebre romanzo Tristram Shandy.
Nel 1772 confidò a Boswell che aveva scritto Fanny Hill mentre si trovava a Bombay e che lo aveva fatto in risposta alla sfida di un amico per dimostrare che era possibile affrontare l'argomento della prostituzione senza mai servirsi di termini volgari. Boswell raccontò poi che in quel periodo Cleland gli sembrava una persona "insoddisfatta e maliziosamente acuta". In seguito fece nuovamente visita allo scrittore, scoprendo che viveva solo, evitato da tutti, e con "un'orribile vecchia" come unica serva. Josiah Beckwith nel 1781 disse, dopo averlo incontrato, che non lo meravigliava affatto che fosse considerato "un sodomita".
Cleland morì nel 1789, senza essersi mai sposato, e fu sepolto a Londra, nel cortile della chiesa di St. Margaret.

## La stesura diFanny Hille le vicende successive
Quando Cleland spiega in che momento scrisse Fanny Hill, il suo racconto presenta alcuni punti controversi. In primo luogo nel romanzo si allude ad altri romanzi scritti e pubblicati nello stesso anno, (tra cui Shamela); inoltre l'autore prende posizione nella disputa letteraria tra Samuel Richardson e Henry Fielding (l'uno con Pamela, o la virtù premiata, l'altro con Joseph Andrews). C'è anche da notare come l'ambientazione del romanzo renda la stesura a Bombay meno probabile di quella del carcere di Fleet. Naturalmente è possibile che Cleland, come sostenne, abbia effettivamente scritto a Bombay un romanzo pornografico privo di volgarità, e che poi in carcere l'abbia riscritto in forma di romanzo impegnato e sapientemente sofisticato.
Fanny Hill nella sua versione non censurata rimase ufficialmente proibito nel Regno Unito fino al 1970. Nel 1966 fu l'oggetto della celebre sentenza della Corte Suprema degli Stati Uniti n. 383 U.S. 413 A Book Named "John Cleland's Memoirs of a Woman of Pleasure" v. Attorney General of Massachusetts (It. Il libro di John Cleland "Memorie di una donna di piacere" contro il procuratore generale del Massachusetts), in cui si afferma che la costituzione americana impedisce che un'opera di cui sia riconosciuto anche un modesto valore letterario sia condannata come oscena.

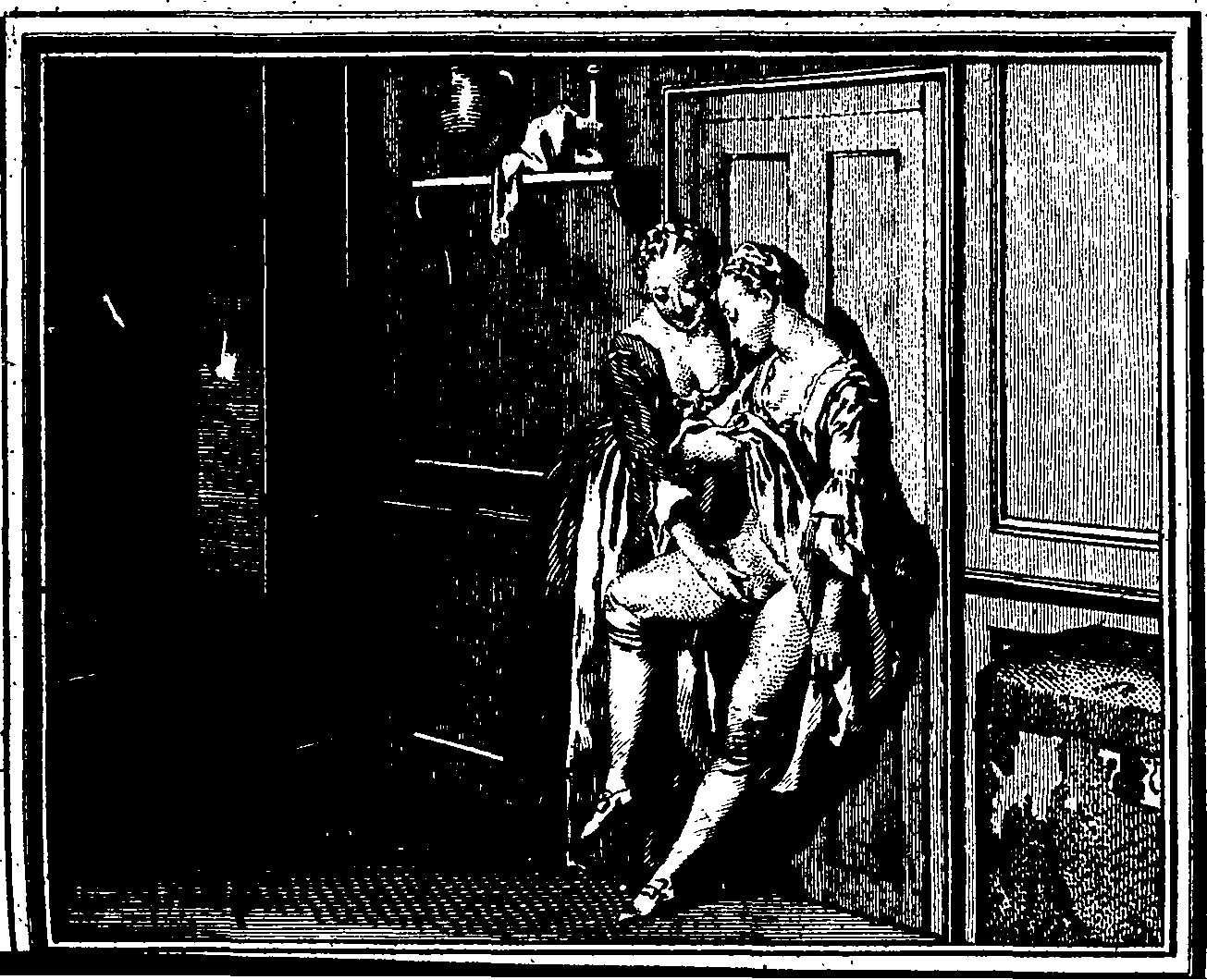
Edizione del 1766 di Fanny Hill (v1 p50)

## Fanny Hille l'omosessualità
Il fatto che le appassionate descrizioni di atti sessuali presenti in Fanny Hill  siano state scritte dal punto di vista di una donna che le riferisce a un'altra donna, e che Fanny sembri essere ossessionata dalla questione della misura del fallo, ha suggerito ad alcuni critici che si tratti in realtà di un'opera di carattere prevalentemente omosessuale. Queste caratteristiche del romanzo, unite alla misteriosa espulsione da scuola di Cleland, alla sua mancanza di amici e il fatto che non si sia mai sposato, hanno fatto sospettare che lo scrittore fosse in effetti omosessuale o bisessuale, come suggerisce anche la dolorosa rottura dell'amicizia con Thomas Cannon, autore del pamphlet Ancient and Modern Pederasty Investigated and Exemplify'd (1749), la più antica pubblicazione in difesa dell'omosessualità in inglese giunta fino a noi.
Come già detto, un'edizione pirata di Fanny Hill contiene una scena in cui Fanny sorprende due uomini impegnati in un rapporto sessuale; anche se la protagonista del romanzo dice di trovarlo fisicamente disgustoso ed esprime il suo ribrezzo per quel tipo di comportamento, nei fatti ne fornisce una descrizione entusiastica, e la presa di distanza sembra solo una forma di autodifesa dell'autore per nulla inconsueta in quel periodo storico. Anche se sembra che Cleland non sia responsabile della stesura di quel passo, la possibilità che ne sia invece stato originariamente l'autore non va del tutto trascurata.

## Opere
- Memoirs of a Woman of Pleasure, or, Fanny Hill (1749)
- Memoirs of a Woman of Pleasure, or, Fanny Hill (1750) (censurata, versione legale)
- Memoirs of a Coxcomb (1751)
- Titus Vespasian (1755)
- The Ladies Subscription (1755)
- Tombo-Chiqui, or, The American Savage (1758)
- The Surprises of Love (1764)
- The Woman of Honour (1768)